# 按讚按鈕

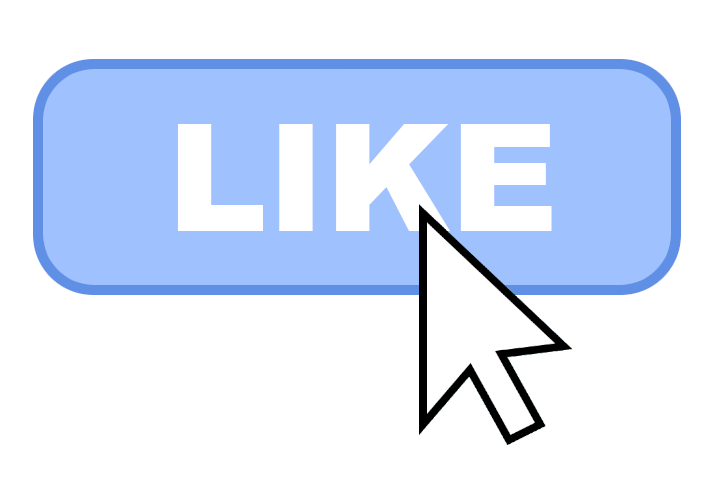
示範按讚按鈕

 按讚按鈕 （英語：like button），是社交網絡服務、網絡論壇、新聞網站和部落格等通訊軟體中的一項功能，用戶可以表達他們喜歡或支持某些內容。具有類似功能的網路服務，通常會顯示喜歡每個內容的用戶數量，並且可能會顯示他們按讚列表。

## 臉書

臉書使用的讚好按鈕

Facebook的按讚按鈕於2009年2月9日推出。2016年2月，Facebook推出表情符號功能來加強用戶與親友的互動，除了既有的「讚」之外，更增添「大心」、「哈」、「哇」、「嗚」、「怒」等5種情緒，讓用戶能更直接、快速對貼文表達不同的反應。

## Google+

+1，Google+的按讚按鈕

Google+於2011年6月推出+1 。2011年8月，+1也成為了共享圖標。

## Instagram
Instagram按讚按鈕由心形符號表示。除了點擊貼文上的心形符號外，用戶可以連續按兩次喜歡。2019年5月，推出隱藏讚數的功能，讓用戶可以自行選擇是否要將貼文的按讚人數隱藏，同時也希望用戶不要被按讚數影響，並能更自在的分享生活。

## 推特
除了轉發，推特用戶不需要按讚就可以儲存書籤，而且只有自己知道儲存哪些內容。2015年11月，推特採用心形的「喜歡」按鈕，取代原來的星形「收藏」按鈕。